# John Wetzel (giocatore di football americano)
John Wetzel (18 luglio 1991) è un giocatore di football americano statunitense che milita nel ruolo di offensive tackle per gli Atlanta Falcons della National Football League (NFL).

## Carriera
Dopo aver giocato con il Boston College, divenne free agent non essendo stato scelto al Draft NFL 2013.
Il 28 aprile 2013 firmò con gli Oakland Raiders, ma a causa di un infortunio il 20 agosto venne svincolato. Il giorno seguente venne inserito nella lista infortunati, ma dopo soli 3 giorni venne definitivamente svincolato dopo aver accettato un incentivo assicurativo.